# 小坂めぐる
小坂 めぐる（こさか めぐる、1986年8月8日 - ）は、日本のAV女優。大穴プロダクション所属。

## 略歴
- 2006年12月に『すごい乳房 デビュー』でAVデビュー
- 2007年9月1日 郡山ミュージック劇場にてストリッパーとしてデビュー（林企画所属）
- 2008年9月19日の公式ブログにて翌10月を以っての引退を発表
- 2010年11月16日に自身のブログにてAV復帰を発表

## 人物
- デビュー作を除くほぼ全ての作品にパイパンで出演している。
- 髪型はデビュー当時はロングヘアーだったが、2008年よりショートヘアーになった。
- 同じAV女優の浅田ちちと仲がいい。

## 出演作品

### アダルトビデオ（撮りおろし作品）
※大人数出演のオムニバス作品を除く

#### 2006年
- すごい乳房 デビュー（12月13日、MOODYZ）

#### 2007年
- 爆乳とパイパン（1月13日、MOODYZ）
- ハイパーデジタルモザイク vol.53（2月13日、MOODYZ）
- 拷問くらぶ（3月1日、MOODYZ）
- 真性アナルFUCK（4月1日、MOODYZ）
- 爆乳エステ（5月1日、MOODYZ）共演:姫咲りりあ、夢美ここ
- A級乳犯（10月12日、クリスタル映像）
- 爆乳ソープへいらっしゃい（11月16日、クリスタル映像）
- 家庭教師は爆乳メイド（12月7日、クリスタル映像）

#### 2008年
- 90cmGcup 小坂めぐる 潮吹きデート巨乳目線 3（2月7日、ディープス）
- 渋谷素人ギャル 黒人・ぶっかけ・ 潮吹き… 小坂めぐる（2月7日、GARCON）
- ディルドにまたがる女子校生 ‐SCHOOLGIRL DILDO FUCK‐（2月19日、アロマ企画）…オムニバス作品 他出演:黒澤エレナ、霧島さつき、紅月カオル、AYA、一条楓、杏野まひる、川本凛
- やっぱりあった!巨乳コンビニ（3月20日、V&Rプロダクツ）…オムニバス作品 他出演:霧島奈緒子、川峰さくら、和希もも
- 濡れっ娘 G-90 小坂めぐる（4月1日、ワンズファクトリー）
- これが噂の痙攣薬漬けJKモデル（4月4日、ナチュラルハイ）…オムニバス作品 他出演:羽野理沙、辻さき
- 巨乳引越センター 2（4月17日、V&Rプロダクツ）…共演:芽衣奈、紅城まゆ
- ドリームレズ学園 THE ハーレム（4月17日、LADY×LADY）…共演:高瀬七海、姫川りな、紅りんご、長澤りか
- 小坂めぐるが自分の部屋で中出しSEX（4月17日、ROCKET）
- 爆乳快楽催眠アクメ（4月19日、ドグマ）
- 巨乳ギャル着衣ローションFUCK（4月25日、メディアステーション）…オムニバス作品 他出演:蜜井とわ、坂本愛海、七海ロコ
- ヌルヌル巨乳競泳水着ローションMAX（4月25日、TMA）…オムニバス作品 他出演:紅りんご、姫咲まりあ、宮崎あい
- 乳魂 巨乳猥褻 Gcup90cm（5月7日、桃太郎映像出版）
- 絶対中出し出来る痴女クリニック（5月13日、マルクス兄弟）
- 巨乳透け乳首濡れ濡れFUCK（5月16日、メディアステーション）…オムニバス作品 他出演:はるか悠、橘ひな、坂本愛海
- ザーメン中出し凌辱女子校生（6月1日、ワンズファクトリー）
- パイズリは狭射だよな!（6月1日、ワンズファクトリー）…オムニバス作品 他出演:浅田ちち、浜崎りお、風間ゆみ、はるか悠、北原夏美、白鳥美鈴、間宮志乃、大西ちか、蜜井とわ
- しばられたい わたし、ただのオモチャで、いいんです。（6月5日、ドリームチケット）
- 巨乳スイミングスクール PART.5（6月5日、V&Rプロダクツ）…共演:澄川ロア、高橋リオ、愛菜りな、芹沢あい
- 陵辱巨乳幼妻（6月5日、ヒビノ）
- イッたばかりのチンポを強制発射!（6月13日、マルクス兄弟）…オムニバス作品 他出演:鮎川なお、浜崎りお、北原夏美、堀口奈津美
- 競泳水着ローションレズ（6月13日、TMA）…オムニバス作品 他出演:蜜井とわ、七瀬ゆうり、南沙也香、綾波アスカ、飯島くらら、福沢あや
- 湯けむり女教師 めぐる（6月13日、アップス）
- 会員制高級ソープ 二輪車限定 むっちりギャル専門店（6月18日、GLAY'z）…共演:南沙也香 他出演:芽衣奈、福沢あや
- 生中出し女子校生4時間 5（6月20日、メディアステーション）…オムニバス作品 他出演:鈴木さとみ、向坂美々、香坂杏奈、小倉あいり、遥ゆりあ、小栗杏菜、桃咲まなみ、桜井春
- 24人の乳もみインタビュー 4時間 2（6月20日、TMA）…オムニバス作品 他多数出演
- G cup 女子校生（6月27日、マックス・エー）
- 特盛つゆだくローションヌルヌル4時間（7月1日、NIRVANA）
- ボイン大好きしょう太くんのHなイタズラ 13（7月3日、グローリークエスト）
- 陵辱!女子校生マシンバイブ 4 小坂めぐる（7月4日、サディスティックヴィレッジ）
- E・Gカップ・ロ●ータ潮吹き10連発 小坂めぐる・香坂百合（7月4日、V&Rプロダクツ）…共演:香坂百合
- ULTRA BIG TITS Gcup 小坂めぐる（7月11日、プレステージ）
- CRYSTAL THE BEST 2008 vol.3（7月11日、クリスタル映像）
- ゴクゴクごっくんGカップ（7月15日、ワープエンタテインメント）
- 女子校生 中出し20連発 小坂めぐる（7月17日、アイエナジー）
- 触手アクメ 3（7月17日、SODクリエイト）…共演:南芽衣奈、浅岡沙希
- マジックミラー号 激烈ボディー逆ナンパ 横浜みなとみらい編（7月17日、ディープス）…共演:浜崎りお、香坂百合、辻さき
- MEGURUクリニック（7月25日、マックス・エー）
- CRYSTAL THE BEST 2008 vol.4（7月25日、クリスタル映像）
- 強制猥褻非合法ドラッグ 小坂めぐる（8月1日、ワンズファクトリー）
- 「知らない女だけが損をする!世界最大級のメガチ○ポで強制フェラ/ハメ潮/生中出しをヤる」 VOL.2（8月12日、DANDY）
- SM淫語噴射 2 小坂めぐる（8月15日、アヴァ）
- 98cmGcup 90cmGcup 86cmGcup ハイスクール乱交 ミュウ めぐる もね (8月19日、OPPAI) 共演:七瀬望音、長谷川ミュウ
- 爆乳ごっくんエンジェル 小坂めぐる（8月19日、エムズビデオグループ）
- 美人OLのランチタイム 5 オフィス街の肉欲交尾（8月21日、グローリークエスト）…オムニバス作品 他出演:南沙也香、つぼみ
- 陵辱巨乳診察室 中出し調教 小坂めぐる（8月21日、ヒビノ）
- モーレツ!ボイン先生 2 in 小坂めぐる（8月21日、イフリート）
- 巨乳な彼女 小坂めぐる（8月21日、アキノリ）
- みるスポ! × 真正中出しの絶対アングル 小坂めぐる（8月25日、みるきぃぷりん♪）
- 羞恥!Gカップブルブル 強制お漏らしマシンパンツで街中を引き廻せ 5 小坂めぐる（9月4日、サディスティックヴィレッジ）
- レイプ!無人島サバイバー 捕まったら最後 LAST シーズン3（9月4日、サディスティックヴィレッジ）…共演:真島めぐみ、星優乃、永瀬あき、藍花
- ボクの巨乳家庭教師 フルキャスト（9月12日、アップス）…オムニバス作品 他出演:宮崎あい、松浦亜美、Maron、石黒沙良
- BOIN 小坂めぐる（9月13日、隼エージェンシー）
- 最終調教（9月16日、アヴァ）
- 女体公開連続アクメ 第五幕 小坂めぐる（9月18日、アイエナジー）
- ハメてパコパコ!女優もスタッフもヤリまくりハメまくりの南の島!全10SEX!（9月18日、サディスティックヴィレッジ）…共演:真島めぐみ、星優乃、永瀬あき、本木優美、藍花、MIDORI、RINKA
- ザーメンぶっかけ!アナルSEX 小坂めぐる（9月18日、ROCKET）
- 飲みたがるオクチとマンコ 小坂めぐる（9月19日、エムズビデオグループ）
- 騎乗位GALS☆巨乳乱交（9月19日、kira☆kira）…共演:浜崎りお、小宮ゆい
- 極上のおっぱい 02（9月19日、S級素人）
- 絶対NG解禁!壮絶アクメSPECIAL ザーメンぶっかけ!アナルSEX 小坂めぐる（9月23日、Rocket）
- kawaii*女学園にようこそ!ぜ～んぶ、ごっきゅん◆爆乳デラックス!（9月25日、kawaii*）…共演:吉沢みなみ、水森あおい
- 逆ナンパ部屋風 花びら回転サロン（9月25日、アロマ企画）…共演:川峰さくら、紅りんご オムニバス作品 他出演:七海、遥ゆりあ、園原りか
- B.Bボーイズに目覚めちゃった僕。 小悪魔編（9月25日、アロマ企画）…共演:紅りんご オムニバス作品 他出演:ICHIKA、矢沢るい、愛菜りな、ひなのりく
- 生中出し巨乳ギャル 5（9月26日、メディアステーション）…オムニバス作品 他出演:桃咲まなみ、仲村ろみひ、宮崎あい、澄川ロア
- 爆乳BUSTERS 2（10月1日、アイデアポケット）…共演:浅田ちち、青木春
- ふたなりワールド4時間スペシャル!（10月1日、MOODYZ）…共演:西野翔、乃亜
- 爆乳大乱交（10月1日、ワンズファクトリー）…共演:浅田ちち
- 限界 おもらし三昧（10月1日、AVS）
- 少女と、卑猥なオヤジの手（10月5日、ワープエンタテインメント）…オムニバス作品 他出演:つぼみ、鈴木さとみ、小日向しおり、小倉ゆかり、三枝みのり、河愛杏里、小栗杏菜、ののか、安西雫、樹若菜
- 新ヒロイン陵辱シリーズ 流星特捜 エクスデッカー（10月9日、ヒビノ）
- 絶対服従ロボット 小坂めぐる（10月9日、アキノリ）
- 美BODYボイン玩具（10月13日、マルクス兄弟）
- 爆乳カフェ（10月15日、ワープエンタテインメント）
- 露出3 小坂めぐる&水森あおい（10月19日、ミスター・インパクト）…共演:水森あおい
- 小坂めぐるに癒されながらヌかれたい…精力増強!!プロから学んだチ○ポが元気になる性感エステ&回春マッサージでこんなに射精した!（10月23日、SODクリエイト）…共演:早津綾女、安西貴美香、藤井夏帆
- ものすごい失禁 小坂めぐる おもらし×失禁×放尿×潮吹き（10月23日、アイエナジー）
- 羞恥!アナル観察。一本いっぽんシワを数えて恥ずかしくなったところでハメ倒す!11アナルと5SEX（10月23日、サディスティックヴィレッジ）…オムニバス作品 他出演:大沢佑香、浜崎りお、佐伯奈々、南まりん
- GALと女子校生(4)（10月24日、U&K）…共演:沢尻もも美
- 流星特捜 初回限定版 特典映像付き【限定1000本】（11月6日、ヒビノ）…共演:浜崎りお
- もしも…こ～んな巨乳ナースだらけの病院があったら? デカちん中出しクリニック（11月13日、カルマ）…共演:妃乃ひかり、羽田未来
- 爆乳パイズリ挟射（11月13日、マルクス兄弟）…オムニバス作品 他出演:妃乃ひかり、北原夏美、辻さき、若槻尚美、黒木みらい、中村綾乃、南沙也香、水森あおい、福山洋子
- あの可愛いコンビニの女の子と、どうしてもヤリたい!（11月14日、UP'S）
- ポルチオエステサロンNEO 2（11月15日、ベイビーエンターテイメン）
- イカセ4時間 レズ&中出しスペシャル（11月15日、ケイ・エム・プロデュース）
- キモ男が華族姉妹を集団暴行中出し（11月22日、マルクス兄弟）…共演:花野真衣 ※AVグランプリ2009 エントリー作品
- NO.1美女軍団 銀行強盗事件 中出し50連発 8周年記念作品（12月4日、アイエナジー）共演:堀口奈津美、辻さき、村上里沙、松野ゆい
- 5人のチェリーボーイズ!今度こそ童貞喪失SEX（12月4日、アイエナジー）共演:ミュウ
- ベロベロ接吻と見られながらの自慰（12月13日、マルクス兄弟）…オムニバス作品 他出演:花野真衣、香坂美優、高坂保奈美、若槻尚美、早川瀬里奈、南沙也香、妃乃ひかり、北島玲、美島涼
- 極嬢GIRLS（12月19日、イエロー）…共演:石川みずき、辻さき
- 爆乳レズ W口全ワイセツ（12月21日、h.m.p）共演:羽田未来
- 超巨乳アスリート（12月25日、BRAVO）
- W爆乳ふたなりレズ 異常射精する乙女たち（12月25日、OPERA［オペラ］）共演:浅田ちち
- ニューハーフ桜ノ宮てんまの女喰い（12月25日、TRANS CLUB）共演:TENMA、前田窓花、夏川えり

#### 2009年
- 連続搾精W痴女 ～金玉がからっぽになるまで抜きまくられる～（1月1日、ワンズファクトリー）共演:風間ゆみ
- 脅された女教師巨乳嬲り（1月13日、マルクス兄弟）
- 絶対にハサまれたい巨乳が、そこにはある（1月15日、ワープエンタテインメント）…オムニバス作品 他出演:橘れもん、大塚咲、妃乃ひかり、北島玲、澄川ロア、堀口奈津美、羽田未来、中森玲子
- 完全撮りおろし カリスマモデルだらけの超高級風俗ビル（1月16日、ケイ・エム・プロデュース）…オムニバス作品 他出演:妃乃ひかり、辻さき、香坂百合
- 巨乳淫乱オフィスレディー（1月19日、イエロー）共演:佐伯奈々、七瀬ゆうり、宮崎あい
- 稼いだ金が今日のギャラ! 小坂めぐる&澄川ロアが女子校生になりすまして援交逆ナンパ（1月22日、ディープス）共演:澄川ロア
- 女囚人患者 5（1月22日、アイエナジー）
- 小坂めぐる電撃引退作品 電流アクメ～勃起クリトリス電極責め～（1月22日、ROCKET）
- 濡れたJK（1月25日、しのだプロジェクト）
- 完全独占 プライベート温泉旅行（2月1日、ワンズファクトリー）共演:水森あおい
- メコスジ喰込み紐オナニー（2月1日、ワンズファクトリー）…オムニバス作品 他出演:辻さき、モカ、七咲楓花、石川みずき 他
- 巨乳折檻パイパン中出し倶楽部（2月1日、カルマ）
- NON STOP ORGASM ポルチオエンドルフィン 小坂めぐる 絶対領域（2月20日、クリスタル映像）
- 完全ヴァーチャル フェラチオ視線（3月1日、ワンズファクトリー）…オムニバス作品 他出演:愛原さくら、浅田ちち、北原夏美、石川みずき、鈴香音色、坂田美影、星アンジェ、艶堂しほり、蜜井とわ
- 張り型チンポ自慰 03（4月1日、ワンズファクトリー）…オムニバス作品 他出演:浜崎りお、月野りさ、坂田美影、倖田みらい、真崎寧々、はるか悠、艶堂しほり、七咲楓花、松浦らん

#### 2011年
- 小坂めぐる復活（3月1日、MOODYZ）
- きら★めきマドンナ戦士スターエンジェル ゆみ&めぐる 〜ゴールデンボールを集めてデビルトロンを倒せ!〜（3月25日、マドンナ）
- ムッチリ巨乳レズソープ （5月7日、ディープス）共演:鈴香音色、葉月奈穂
- DYNAMITE DOLL めぐる（6月25日、HMJM）
- 巨乳凌辱中出し輪姦 （6月25日、ダスッ!）
- Sadistic Lady 04 （9月1日、U&K）
- 巨乳OLパンストレズビアン （9月13日、U&K）共演:浅乃ハルミ
- M男パラダイス20 お姉さんの乱れる巨乳とペニバンFUCK!! （10月15日、未来・フューチャー）
- 私立INRAN病院 爆乳ナースステーション （11月1日、プレステージ）共演:椎名ひかる、真木今日子、さとう遥希、森ななこ

#### 2012年
- お尻、すっごい！（1月30日、MARRION）
- 極・縛馬 其の一（2月21日、MAD）
- アダルトショップ一日店長の淫乱おっぱい接客（4月19日、乱丸）
- THE 小坂めぐる 4時間（6月13日、ハヤブサ）
- 宅配痴女（7月19日、ドグマ）